# ひろなex.
『ひろなex.』（ひろなイーエックス）は、すかによる4コマ漫画作品。芳文社刊行の漫画雑誌『まんがタイムきららMAX』にて、2005年10月号から2014年2月号にかけて連載された。
タイトルの「ex.」は explorers（探検家たち、探検隊）のことである。

## 概要
本作は、主人公である中村広菜とその友人たちの平穏ながらにぎやかな日常をコミカルに描いた四コマ漫画作品である。
ある日見たテレビ番組に感化された広菜は、唐突に「探検隊」を結成することを宣言。幼馴染の美緒を隊員1号、偶然通りかかった風優夏を隊員2号、風優夏に連れられてきためぐみを隊員3号に据え、しかしこれといった冒険をするでもなく、日々をまったり、しかし楽しく賑やかに過ごしていく。

## 登場人物

### 探検隊
中村広菜（なかむら ひろな）
本作の主人公。明るい性格だが非常にマイペースな中学生。どこかずれた感性の持ち主で、周りと話がかみ合わないことも多い。運動も勉強も苦手だが、日々前向きかつ楽天的に生きている。父、兄の影響でゲームや玩具の知識が深い。虫が大の苦手。
ある日見たテレビ番組「水曜モキュメント・藤口浩探検シリーズ」に感化され、幼馴染の美緒を巻き込んで「探検隊」を結成する。
樋川美緒（ひかわ みお）
広菜の同級生で、幼稚園からの幼馴染。しっかりした性格の常識人で、何かと問題を起こしがちな広菜のフォロー役。長身でスタイルがいい。広菜を含めた周囲に「スマートでかっこいい女の子」として見られがちだが、本人は可愛いものや動物が大好き。しかし照れが先に立って隠している。日和（ヒヨスケ）という弟がいる。
山本風優夏（やまもと ふうか）
広菜、美緒の後輩。非常におっとりした性格で、広菜と同様、マイペースで周囲とどこかずれている。偶然そばを通りかかった初対面の広菜に「探検隊」隊員2号に任命され、二つ返事で了承した。広菜とは波長が合うのか、度々二人で不思議な会話を成り立たせている。さり気なく人を思いやれる、心優しい少女。カエルやトカゲが大の苦手。
実家は病院を経営している。
沢木めぐみ（さわき めぐみ）
風優香のクラスメート。クールな性格で、周囲に壁を作っていたところを風優夏に半ば強引に「探検隊」へと誘われた。基本的に先輩である広菜には礼儀正しく接するが、心の中では辛辣な突っ込みを入れている。広菜宅で出会った広菜の兄に一目惚れし、広菜の兄に会うことを目当てに「探検隊」に参加する。
裏表のない広菜たちと接する中で、人を寄せ付けなかった性格も少しずつ変化していく。実はちょっとえっち。
探検隊の中で唯一、両親や兄弟が登場しなかった。

### その他
お兄ちゃん
広菜の兄。おもに「お兄ちゃん」「お兄さん」と呼ばれているが本名は広樹。温厚で面倒見がいい性格。妹思いの優しい兄だが、広菜に少々甘い一面がある。「探検隊」の四人で海などに遠出するときは引率を引き受けることもある。実はレトロゲームや海外のゲームのマニアでもある。
平野うららか（ひらの うららか）
理科の担当教師。女性。竹内の記事内容にチェックを入れていたことから広菜たち2年A組の担任でもある模様。基本的に怠惰な性格の怠け者だがかなりのゲームマニアで、広菜が部室として理科準備室の使用を求めてきた際、広菜の兄がもつレアなゲームソフト（S.T.U.N.RUNNER）を交換条件に了承する。部室とするにあたり、学校には探検隊を「生物部」として届け出ている。使用車両はホンダ・フィット（初代）。
安田（やすだ）
書写の担当教師。男性。通称ヤス、またはヤス先生。いわゆる怖面の外見から広菜たちには怖がられているが、本人はいたって気のいい性格。平野先生は学生時代の先輩で、今でも頭が上がらない。日産・シルビアS13型を愛用しており、自動二輪も所有している。第5巻のあとがきでの漫画で後年、平野先生と結婚した模様。
竹内（たけうち）
広菜、美緒と同じクラスの新聞係編集長。学級新聞の域を超え取材範囲は全校に及び、かつ根拠に乏しい記事を載せ続けることから別名「歩く東スポ」と呼ばれる。一連の行動がたたり編集長を解任されるが活動自体は勝手に継続中。
角田（つのだ）
清田（きよた）
百花（ももか）
雛（ひな）
吉川（よしかわ）

## 単行本
芳文社刊「まんがタイムKRコミックス」
1. 2007年7月12日初版発行（同年6月27日発売） ISBN 4-8322-7638-7 - 2005年10月号 - 2007年3月号掲載分と描き下ろしを掲載。
2. 2008年10月12日初版発行（同年9月27日発売） ISBN 978-4-8322-7734-2 - 2007年4月号 - 2008年9月号掲載分と描き下ろしを掲載。
3. 2010年8月11日初版発行（同年7月27日発売） ISBN 978-4-8322-7925-4 - 2008年11月号 - 2010年7月号掲載（2009年12月号は休載）分と描き下ろしを掲載。
4. 2012年6月10日初版発行（同年5月26日発売） ISBN 978-4-8322-4152-7 - 2010年9月号 - 2012年5月号掲載（2011年7月号は休載）分と描き下ろしを掲載。
5. 2014年3月14日初版発行（同年2月27日発売） ISBN 978-4-8322-4409-2 - 2012年7月号 - 2014年2月号掲載（2013年10月号は休載）分ときららMAX読者プレゼント用イラストと描き下ろしを掲載。